# Лямжа (река)
Лямжа (Ляможа, Ляжма) — река в России, протекает по территории Тихвинского и Лодейнопольского районов Ленинградской области. Левый приток Сарки.

## География
Река Лямжа вытекает из озера Ландозеро. Течёт на север через берёзовые леса. Устье реки находится в 15 км от устья Сарки. Длина реки составляет 14 км.

## Данные водного реестра
По данным государственного водного реестра России относится к Балтийскому бассейновому округу, водохозяйственный участок реки — Свирь, речной подбассейн реки — Свирь (включая реки бассейна Онежского озера). Относится к речному бассейну реки Нева (включая бассейны рек Онежского и Ладожского озера).
Код объекта в государственном водном реестре — 01040100812102000013581.